# فاماديهانا

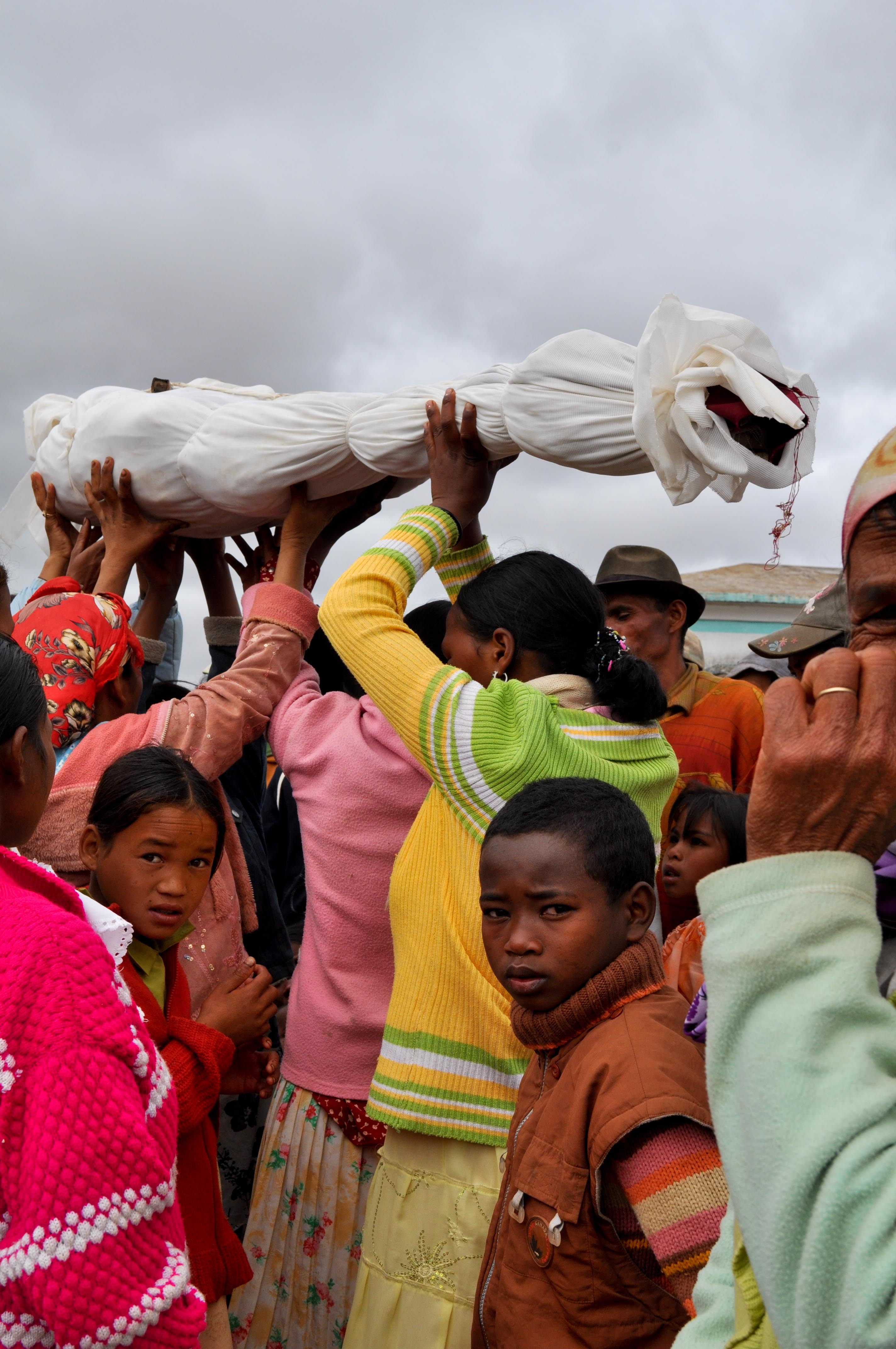

فاماديهانا أو تقليب العظام هو جزء من تقاليد شعب المالاغاشي في مدغشقر. يقوم المشاركون في طقوس هذا التقليد بإخراج جثث أمواتهم من الأضرحة ثم يلفونها في قماش جديد ويحملونها ويرقصون بها على إيقاع موسيقى صاخبة قبل دفنها مرة أخرى.
يبدو ان تقليد الفاماديهانا جديد بعض الشيء، اذ انه من المعتقد ان الفاماديهانا تأصل في التراث الآسيوي وتم نقله إلى مدغشقر في القرن السابع عشر ميلادي. أساس تقليد الفاماديهانا هو الاعتقاد بأن روح الميت لا تصل إلى عالم الأموات الا إذا تحلل الجسم بأكمله وبعد طقوس معينة قد تستمر سنوات عديدة. أصبح هذا التقليد معتادا في مدغشقر ويحصل مرة كل سبع سنين حتى تحلل الجسد، ويعتبر احتفال الفاماديهانا تقليدا يجمع الأقارب معا.
في الحاضر، تقليد الفاماديهانا في انحدار بسبب ارتفاع اسعار الأكفان وبسبب اعتقاد بعض المالاغاشي ان هذا التقليد متخلف. المبشرون الأوائل في مدغشقر حاولوا ايقاف هذا التقليد. الكثير من المالاغاشي المسيحيين الإنجيليين اهملوا هذا التقليد. في الحاضر، توقفت الكنيسة الكاثوليكية عن بذل جهودها لإيقاف هذا التقليد وبدأت تعتبره تقليدا اجتماعيا وحضاريا وليس دينيا. وكما قال أحد المالاغاشي لشبكة بي بي سي الاخبارية:«الفاماديهانا مهم لنا لانها طريقتنا في احترام الموتى. انها أيضا فرصة لتجمع العوائل من اقاصي مدغشقر.»